# Agence régionale de la langue picarde
L’ Agence régionale de la langue picarde fait la promotion de l’usage de la langue picarde dans tous les secteurs de la société. Elle intervient dans la région Hauts-de-France.

## Historique
En janvier 2009, la région Picardie a créé une association « Agence pour le picard » qui reprend les missions du département Langue et Culture de Picardie de l’Office Culturel Régional de Picardie (OCRP). 
Depuis juillet 2016, l’Agence pour le picard est devenue l’Agence régionale de la langue picarde.

## Activités
L' Agence régionale propose de nombreuses activités pour la promotion du picard:
- l'édition de livres en picard
- le festival picard Chés Wèpes
- des expositions
- des Prix de littérature en picard qui sont décernés tous les ans depuis 2010.
- des cycles de conférences sur la langue picarde

## Actions éducatives en milieu scolaire
L’Agence régionale de la langue picarde est agréée par l’Académie d’Amiens pour aider les équipes éducatives qui veulent faire des projets autour de la langue picarde depuis la maternelle jusqu'au lycée.
Dans les collèges, un concours du picard permet de motiver les élèves pour l'apprentissage de la langue.